# Direktvermarktung erneuerbarer Energien
Direktvermarktung erneuerbarer Energien ist eine in Deutschland seit 2012 geförderte Form der Vermarktung erneuerbarer Energien. Die Energieerzeuger vermarkten den erzeugten Strom selbst im Stromhandel, statt ihn gegen eine feste Einspeisevergütung an den lokalen Netzbetreiber zu liefern. Eine positive Differenz zwischen dem in einer Ausschreibung ermittelten anzulegenden Wert und erzielbaren Markterlösen wird über eine Marktprämie ausgeglichen.
Im Wesentlichen verdient der Betreiber somit in jedem Monat das Maximum von erzielbaren Markterlösen und dem über die Ausschreibung ermittelten, garantierten anzulegenden Wert. Kleinere Risiken aus der Vermarktung verbleiben jedoch beim Betreiber.
Die Marktprämie wird dem Betreiber ausgezahlt. Die Kosten für diese Subvention wurden ursprünglich über die EEG-Umlage auf den Endverbraucher umgelegt. Seit dem 1. Juli 2022 belasten diese Kosten den Staatshaushalt. Eine Prognose ihrer Höhe für das Folgejahr wird jährlich auf Netztransparenz.de veröffentlicht. Die prognostizierte Höhe für das Jahr 2025 beträgt ca. 17 Mrd. €.

## Ermittlung der Vergütung
Seit dem EEG 2017 werden Bauprojekte für erneuerbare Energien mehrmals im Jahr in einer Auktion der Bundesnetzagentur ausgeschrieben. Gebote müssen sich auf einen bestimmten anzulegenden Wert in Cent pro Kilowattstunde (Gebotswert) für den in den Anlagen erzeugten Strom und auf eine in Kilowatt anzugebende Anlagenleistung (Gebotsmenge) beziehen.
Die Gebote mit den niedrigsten Gebotswerten erhalten einen Zuschlag, bis das ausgeschriebene Volumen des jeweiligen Gebotstermins erreicht ist. Das Ausschreibungsverfahren ist Pay-as-Bid, d. h. bezuschlagte Anlagen erhalten den von ihnen gebotenen anzulegenden Wert.
Die Anlagenbauer vermarkten dann den erzeugten Strom selbst auf den Energiemärkten. Zusätzlich zu den dort erzielten Erlösen erhalten sie eine Marktprämie. Diese entspricht der Differenz zwischen dem anzulegenden Wert und dem geeignet ermittelten Marktwert in ct/kWh der jeweiligen Erzeugungsart für den jeweiligen Monat und wird nur ausgezahlt, wenn diese Differenz positiv ist. Liegt also der Marktwert über dem anzulegenden Wert, so verbleiben die höheren Markterlöse beim Betreiber.
Die in die Rechnung eingehenden Marktwerte werden monatlich auf Netztransparenz.de veröffentlicht. Der Marktwert ist der Preis in ct/kWh, den das durchschnittliche Einspeiseprofil der jeweiligen Erzeugungsart (Einspeisung aller Windanlagen an Land, aller Windanlagen auf See …) im jeweiligen Monat am Spotmarkt erzielt hätte.

## Chancen und Risiken aus dem Marktprämienmodell
Gegenüber einer Vermarktung zum Garantiepreis sind mit der Vermarktung nach dem Marktprämienmodell große Chancen verbunden. Dies zeigte sich besonders bei dem massiven Anstieg der Strompreise beginnend 2021 im Zuge des Ukrainekrieges. Die Betreiber erzielten Marktpreise, die weit über jeder Garantiepreisvergütung lagen.
Das Marktprämienmodell birgt aber auch Risiken für die Betreiber, insbesondere wenn der Marktwert des eigenen Einspeiseprofils geringer ist als der Marktwert einer durchschnittlichen Erzeugungsanlage derselben Art:

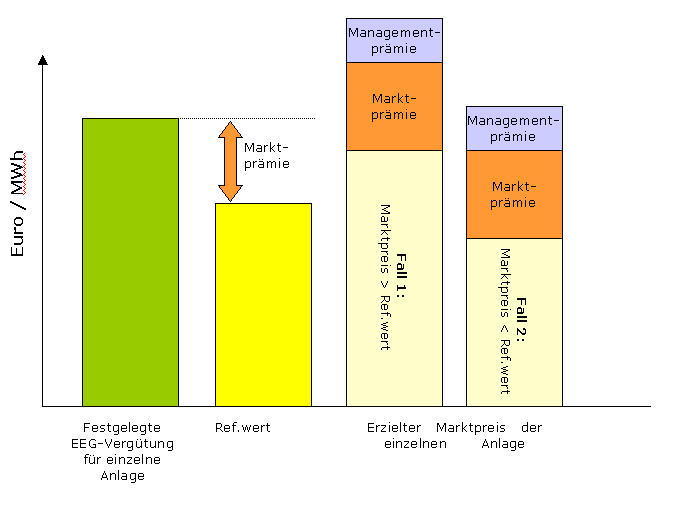
Direktvermarktung nach dem EEG 2012

1. Direktvermarktung nach dem EEG 2012Ein Anlagenbetreiber bekommt für seinen Strom eine höhere Vergütung als die EEG-Vergütung, wenn er für seinen Strom im Stromhandel einen höheren Preis erzielt als die durchschnittliche Wind- bzw. PV-Anlage.
2. Ein Anlagenbetreiber bekommt für seinen Strom eine niedrigere Vergütung als die EEG-Vergütung, wenn er für seinen Strom im Stromhandel einen niedrigeren Preis erzielt als die durchschnittliche Wind- bzw. PV-Anlage.

Das eigentliche Risiko für den Erzeuger besteht jedoch nicht in dem geringen Marktwert-Unterschied zwischen eigenem Profil und durchschnittlichen Profil und den Prognoserisiken, die sich in der Vermarktung manifestieren, sondern im Windaufkommen und der Sonneneinstrahlung. Dieses Risiko besteht auch bei Fixpreisvergütung und es ist nicht unerheblich.

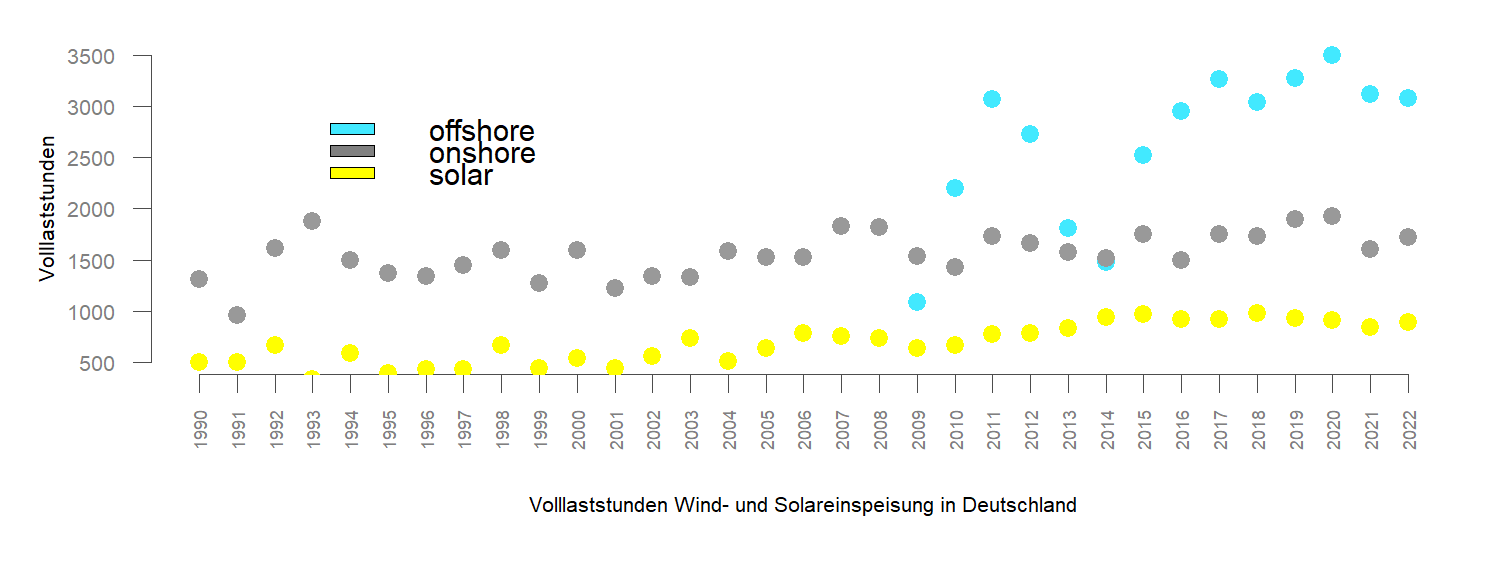
Volllaststunden Wind und Solar von 1990 bis 2022

### Erreichte Volllaststunden
Die Stromausbeute pro MW installierte Leistung (sogenannte Volllaststunden) kann in aufeinanderfolgenden Jahren für Solaranlagen bis zu 50 % steigen oder sinken. Für die deutsche Solareinspeisung wurden in den Jahren 1990 bis 2022 durchschnittliche Volllaststunden von 333 bis 982 Volllaststunden erreicht. Für den deutschen Windpark an Land insgesamt wurden in den Jahren 1990 bis 2022 durchschnittliche Volllaststunden zwischen 1.931 und nur 962 erreicht. In aufeinanderfolgenden Jahren konnte die Erzeugung pro MW installierte Leistung dabei trotz unterjähriger Installation neuerer und besserer Anlagen wegen geringerem Windaufkommen bis zu 20 % sinken.
Entspricht das Windaufkommen oder die Sonneneinstrahlung des gewählten Standorts über mehrere Jahre nicht den Prognosen und Erwartungen, wird der Erzeuger Probleme haben, seine Investition zu amortisieren.

## Marktwert erneuerbarer Energien
Als Förderung erhält eine erneuerbare Anlage den anzulegenden Wert (Fixpreis) abzüglich dem Marktwert des zugehörigen Referenzprofils. Diese Marktwerte werden monatlich durch die Übertragungsnetzbetreiber auf ihrer gemeinsamen Plattform Netztransparenz veröffentlicht. Dort finden sich die folgenden Marktwerte:
- monatlicher Marktwert Wind an Land
- monatlicher Marktwert Wind auf See
- monatlicher Marktwert Solar
- Jahreswert Wind an Land
- Jahreswert Wind auf See
- Jahreswert Solar

Berechnung:
Der Marktpreis Wind an Land entspricht dem Preis pro erzeugter Kilowattstunde, den das gesamte Einspeiseprofil sämtlicher Windenergieanlagen an Land im jeweiligen Monat erzielt hätte. Er berechnet sich somit wie folgt:
{\displaystyle MW_{\text{Wind an Land}}={\frac {\sum _{i\in m}S_{i}\cdot M_{i}}{\sum _{i\in m}M_{i}}}}
mit
| {\displaystyle M_{i}} | die in der jeweiligen Stunde i von allen Windanlagen eingespeiste Menge in kWh |
| {\displaystyle S_{i}} | der in der jeweiligen Stunde i geltende Spotpreis in ct/kWh                    |
| m                     | der Monat, für den der Marktwert berechnet wird                                |

Für Windanlagen auf See und Solaranlagen berechnen sich die Werte entsprechend. Als stündliche Einspeisemengen {\displaystyle M_{i}} sind dann die Einspeisung aller Windanlagen auf See bzw. aller Solaranlagen zu setzen.
Die Jahresmarktwerte berechnen sich, indem in obiger Formel in Zähler und Nenner statt über alle Stunden eines Monats über alle Stunden eines Jahres summiert wird.

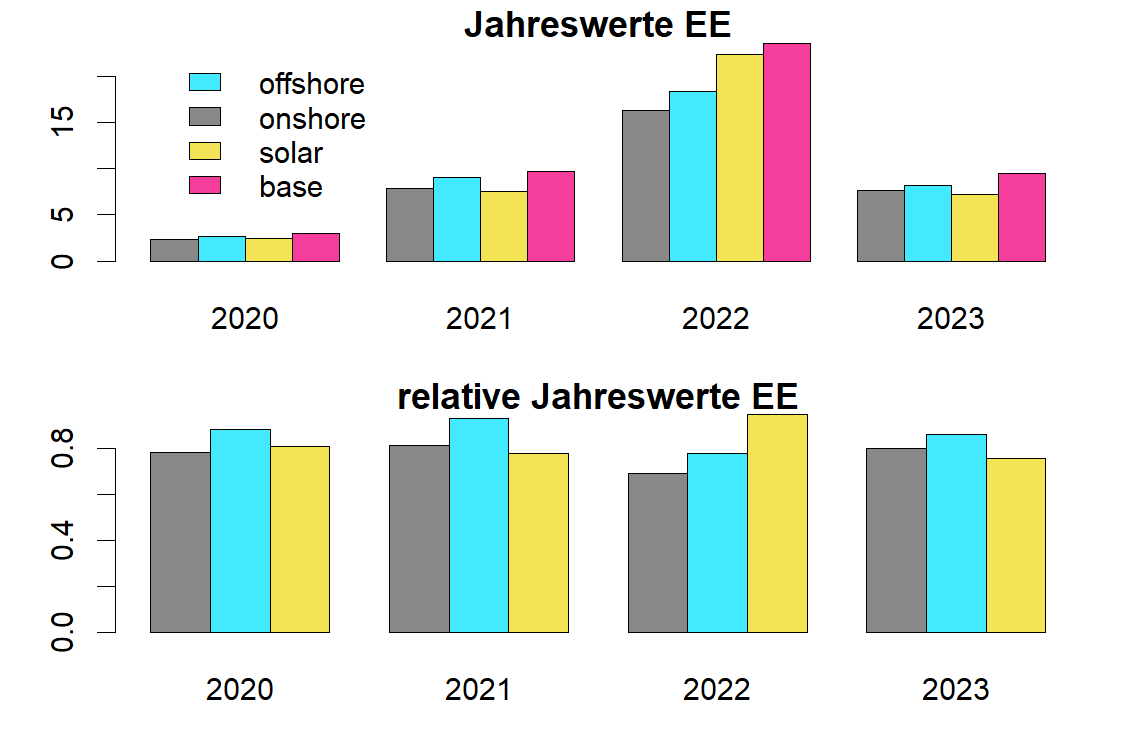
Jahresmarktwerte erneuerbare Energien von 2020-2023 im Vergleich zum durchschnittlichen Spotpreis (base), Quelle: Netztransparenz.de

Einfluss des allgemeinen Preisniveaus:
Die Marktwerte von Wind- und Solareinspeisung spiegeln offensichtlich das allgemeine Preisniveau auf den Stromhandelsmärkten wider. Hier gab es in den Jahren 2021 und 2022 extreme Preisanstiege, die sich auch in den Jahresmarktwerten für erneuerbare Energien widerspiegeln. Erneuerbare Einspeiser konnten im Jahr 2022 die sieben- bis neunfachen Erlöse von 2020 am Markt erzielen.
Auch die Entwicklung der monatlichen Marktwerte spiegelt zunächst einmal die extreme Steigerung der Marktpreise wider (hier auf logarithmierter Skala):
Wertunterschiede zwischen den Profilen:
Neben dem dominierenden Effekt des allgemeinen Preisniveaus zeigen sich jedoch auch Unterschiede zwischen den Profilen:
Die Einspeisung von Wind- und Solaranlagen erzielt im monatlichen und jährlichen Mittel fast durchgängig einen Marktwert, der niedriger ist als der zum Vergleich mitausgewiesene mittlere Spotpreis (Basepreis). Der durchschnittliche Spotpreis ist der Marktwert, den ein Grundlastkraftwerk erzielen würde, das in jeder Stunde bandförmig dieselbe Leistung einspeist.
Dies zeigen die seit 2020 vorliegenden Jahresmarktwerte wie auch mit seltenen Abweichungen die monatlichen Marktwerte für Wind an Land, Wind auf See und Solar. Das Profil „Wind auf See“ erzielt weiterhin durchgängig einen besseren Preis als das Profil „Wind an Land“.
Neben dem absoluten Marktwert ist es sinnvoll, einen sogenannter Marktwertfaktor (d. h. den relativen Marktwert / Basepreis) zu betrachten. Das allgemeine Preisniveau wird herausgekürzt und Wertunterschiede zwischen den Profilen werden deutlicher sichtbar. Die Marktwertfaktoren sehen für die 2017 bis 2023 wie folgt aus:

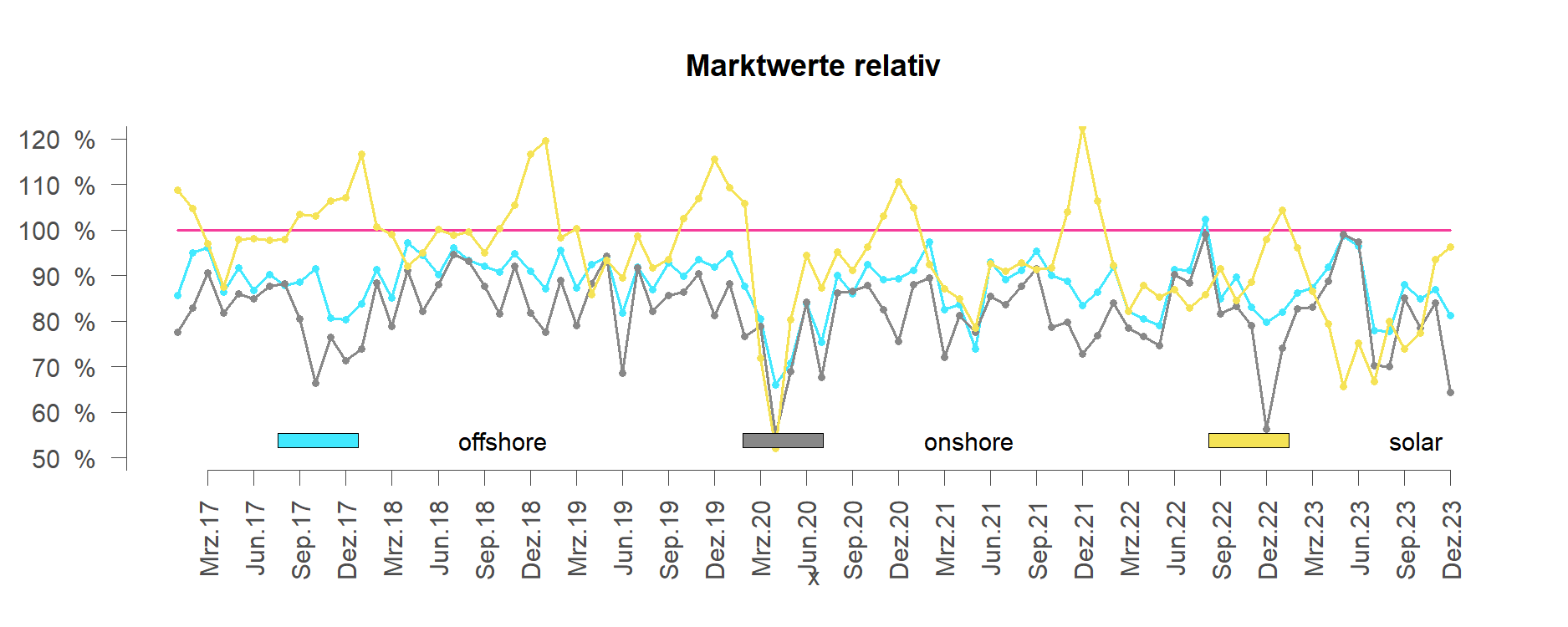
Marktwertfaktoren Wind und Solar für die Jahre 2017-2023, Daten Netztransparenz.de

Wieder zeigt sich, dass die Windeinspeisung auf See höhere Preise erzielt als die Windeinspeisung an Land und auch weniger anfällig für Preisausschläge nach unten ist. Die Solareinspeisung erzielt im Winter teils deutlich überdurchschnittliche Preise (über Base), allerdings liegen diesen hohen Preisen nur geringe Mengen zu Grunde. Im Sommer, wo die Solareinspeisung hoch ist, bleiben die Preise unter Base.
Trends der Marktwertentwicklung:

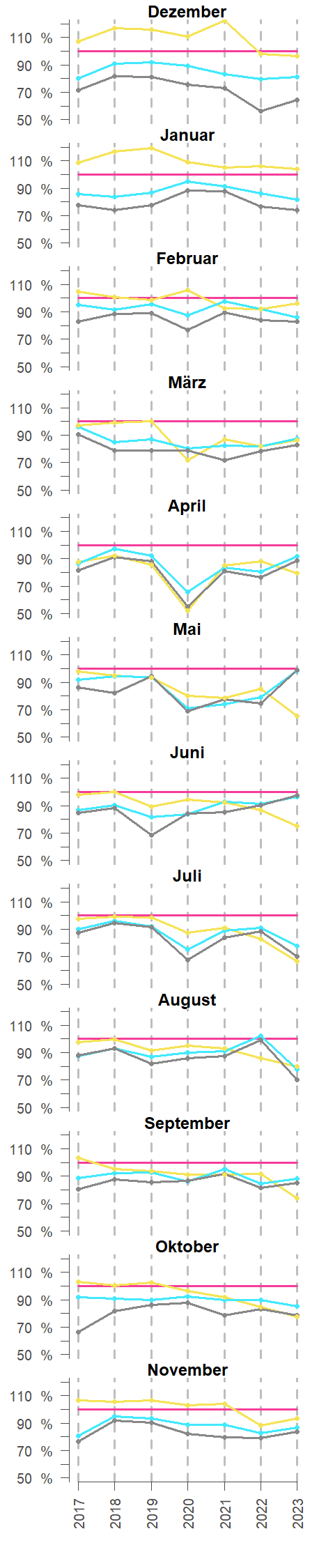
Entwicklung von Marktwerten erneuerbarer Energien in den einzelnen Monaten 2017 - 2023, Daten Netztransparenz.de

Die Einspeisung erneuerbarer Energien ist hochkorreliert. Bei weiterem Ausbau von Solar- und Windenergie in Deutschland werden im Wesentlichen dieselben Profile hochskaliert. So ist die Windenergieeinspeisung ganz Deutschlands ähnlich volatil wie die Einspeisung eines einzigen norddeutschen Standorts. Dies kann zu dem sogenannten Kannibalisierungseffekt führen: Weht viel Wind, ist der Strom billig, weht der Wind nicht, bleibt er sehr teuer. Die erneuerbare Einspeisung zerstört sich auf diese Weise mit wachsendem Zubau selbst den Preis.
Kannibalisierungseffekte würden erwarten lassen, dass die Marktwertfaktoren mit steigendem Zubau erneuerbarer Energien einen sinkenden Trend zeigen.
Aus der obigen Auswertung der Marktwertfaktoren lässt sich nicht direkt ein Trend ableiten. Im Jahresverlauf wirken jahreszeitliche Schwankungen viel stärker auf den Marktwert als langfristige Trends. Trends werden eher sichtbar, wenn z. B. die Entwicklung des Januar-Marktwerts über mehrere Jahre betrachtet wird, da hier Werte der gleichen Jahreszeit miteinander verglichen werden (siehe Grafik rechts).
Besonders bei der Solareinspeisung zeigen die Marktfaktoren in den Jahren 2017-2023 für fast jeden Monat des Jahres eindeutig einen sinkenden Trend. Recht stabil zeigt sich dagegen die Einspeisung „Wind auf See“.

## Ausschreibung des anzulegenden Wertes
Seit 2017 werden die anzulegenden Werte und damit die Förderung von der Bundesnetzagentur in regelmäßigen Auktionen nach Erzeugungsart ausgeschrieben. Den Zuschlag erhält, wer am wenigsten Förderung verlangt.

### Solar Freifläche
Die in den letzten Jahren für Solar Freifläche geforderten anlegbaren Preise liegen bei ca. 5 ct/kWh. Im Jahr 2023 gab es deutliche Preisausschläge nach oben, es wurden bis zu 7ct/kWh verlangt. Der Preistiefpunkt liegt klar hinter uns:

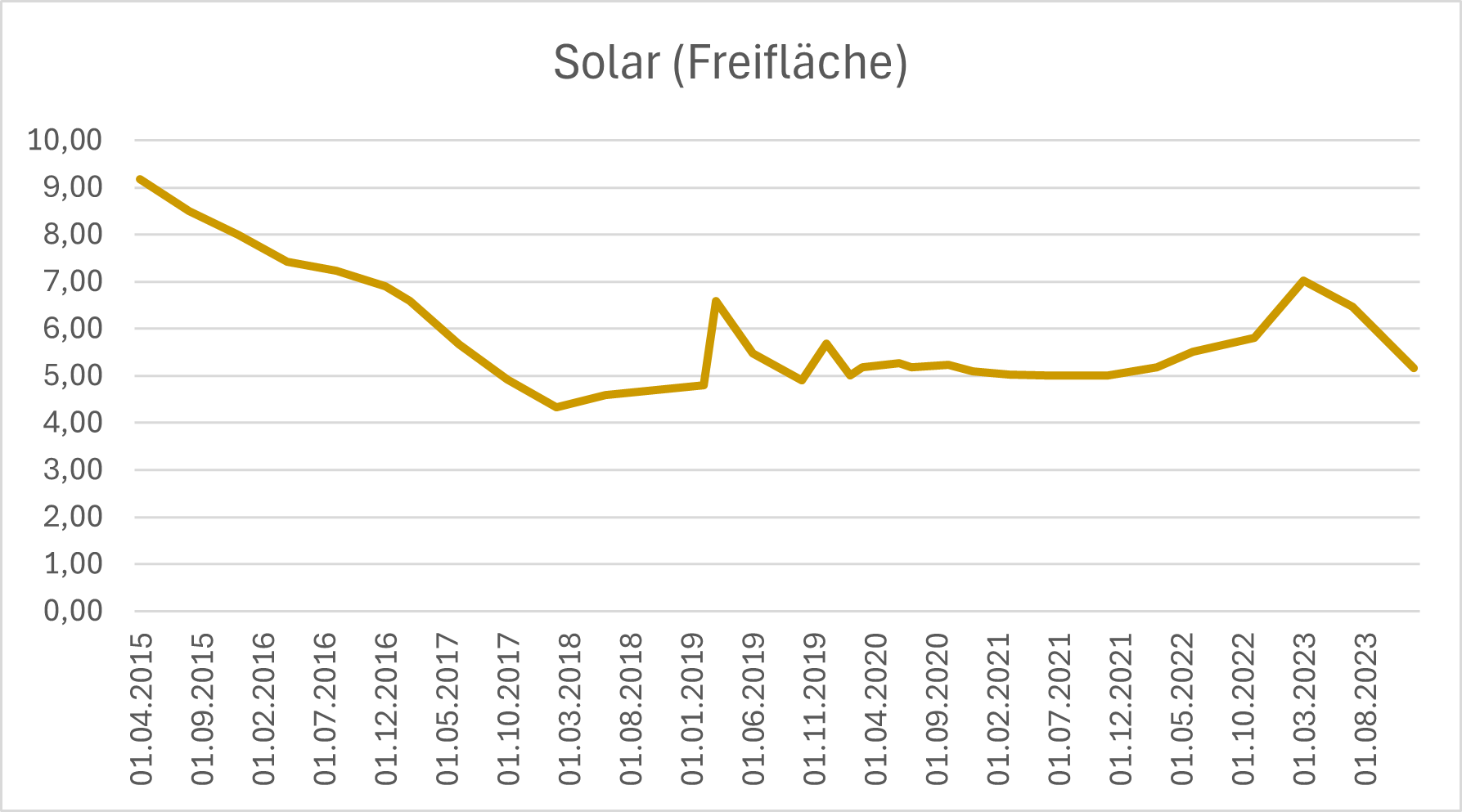
Ausschreibungsergebnisse Solar Freifläche von 2015 bis 2023, Quelle: Bundesnetzagentur

### Solar auf Dach
Deutlich höhere anlegbare Preise gelten in der Kategorie „Solar auf Dach“:

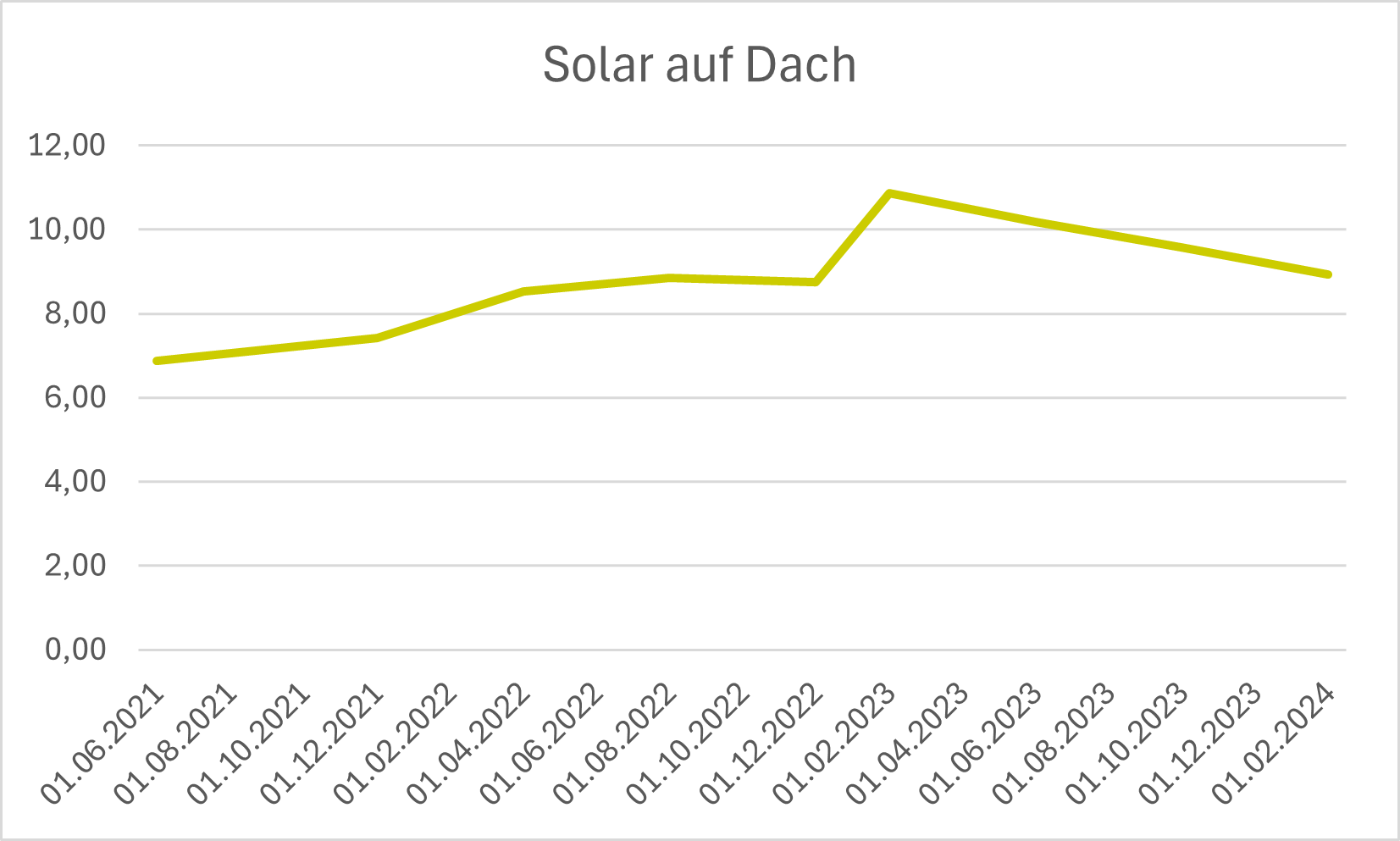
Ergebnisse der Ausschreibungen der Bundesnetzagentur zu Solar auf Dach, Quelle: Bundesnetzagentur

### Wind Onshore
Die in den jeweiligen Auktionen geforderten anlegbaren Preise bezuschlagter Windanlagen an Land lagen im Mittel lange Zeit recht stabil bei um die 6 ct/kWh, sind aber 2023 um über 1 ct/kWh angestiegen.

Zugrundeliegende Kostensteigerungen bestätigt eine Untersuchung der Windguard im Auftrag des BMWK.

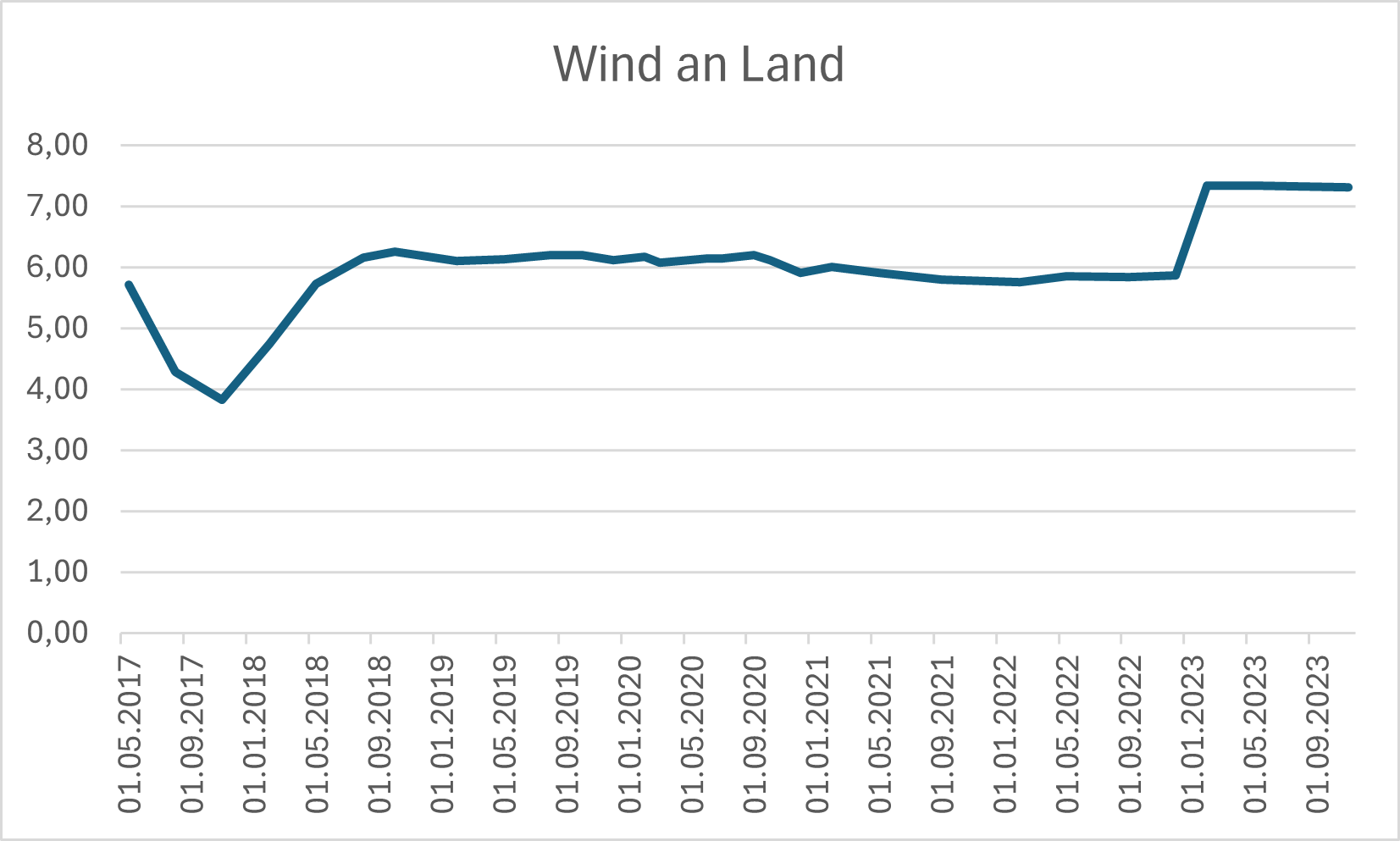
Mittlerer Anlegbarer Preis für bezuschlagte Windanlagen an Land, Quelle: Ausschreibungsdaten der Bundesnetzagentur.

### Wind Offshore
Flächen, die für Wind auf See ausgeschrieben werden, haben teilweise eine staatliche Voruntersuchung durchlaufen, bei der beispielsweise die Meeresumwelt, der Baugrund und wind- und ozeanographische Verhältnisse analysiert wurden. Flächen, bei denen dies nicht geschehen ist, werden als nicht zentral voruntersuchte Flächen verauktioniert.
Eine erste Auktion für Wind auf See fand 2018 statt. Dabei wurden noch anlegbare Preise kontrahiert, die über dem Marktpreisniveau lagen.
Danach fand erst 2021 wieder eine Auktion für Wind-auf-See statt. Seit 2021 wird bei den Auktionen Wind-auf-See von den bezuschlagten Anbietern keine Subvention der Erzeugung mehr verlangt. Der kontrahierte anlegbare Preis ist Null.
Bei der letzten Auktion zum 1. Mai 2023 wurde erstmals die Zahlungsbereitschaft der Erzeuger abgefragt und ein Gebotswert 2 in mehreren Runden ermittelt, der die Zahlung bestimmt, die die bezuschlagten Erzeuger in €/MW installierter Leistung zu zahlen haben.
Die Ergebnisse der vergangenen Auktionen sind im Detail wie folgt:
| Fläche            | Art                         | Zuschlagsnr.  | Termin     | bezuschlagte Menge (MW) | erfolgreicher Bieter                           | min (ct/kWh) | max (ct/kWh) | durchschnitt (ct/kWh) | Kommentar                                          |
| Ostsee Cluster 2  |                             | BK6-18-001-07 | 01.04.2018 | 1.610                   | Baltic Eagle GmbH                              | 0            | 9,83         | 4,66                  |                                                    |
| Nordsee Cluster 3 |                             | BK6-18-001-12 | 01.04.2018 | 1.610                   | Gode Wind 04 GmbH                              | 0            | 9,83         | 4,66                  |                                                    |
| Ostsee Cluster 1  |                             | BK6-18-001-08 | 01.04.2018 | 1.610                   | Iberdrola Renovables Offshore Deutschland GmbH | 0            | 9,83         | 4,66                  |                                                    |
| Nordsee Cluster 4 |                             | BK6-18-001-04 | 01.04.2018 | 1.610                   | Innogy Kaskasi GmbH                            | 0            | 9,83         | 4,66                  |                                                    |
| Ostsee Cluster 4  |                             | BK6-18-001-15 | 01.04.2018 | 1.610                   | KNK Wind GmbH                                  | 0            | 9,83         | 4,66                  |                                                    |
| Nordsee Cluster 1 |                             | BK6-18-001-10 | 01.04.2018 | 1.610                   | Orsted Borkum Riffgrund West I GmbH            | 0            | 9,83         | 4,66                  |                                                    |
| N-3.7             | zentral voruntersucht       | BK6-21-006    | 01.09.2021 | 225                     | RWE Renewables Offshore Development Two GmbH   | 0            | 0            | 0                     | mehrere Anbieter zu Null, Vergabe per Losverfahren |
| N-3.8             | zentral voruntersucht       | BK6-21-007    | 01.09.2021 | 433                     | EDF Offshore Nordsee 3.8 GmbH                  | 0            | 0            | 0                     | eintrittsberechtigt: Die Nordsee Two GmbH          |
| O-1.3             | zentral voruntersucht       | BK6-21-008    | 01.09.2021 | 300                     | RWE Renewables Offshore Development One GmbH   | 0            | 0            | 0                     | eintrittsberechtigt: Windanker GmbH                |
| N-7.2             | zentral voruntersucht       | BK6-22-011-1  | 01.09.2022 | 980                     | RWE Renewables Offshore HoldCo Four GmbH       | 0            | 0            | 0                     |                                                    |
| N-3.5             | zentral voruntersucht       | BK6-23-006    | 01.08.2023 | 420                     | Nordseecluster B GmbH                          | 0            | 0            | 0                     |                                                    |
| N-3.6             | zentral voruntersucht       | BK6-23-007    | 01.08.2023 | 480                     | Nordseecluster B GmbH                          | 0            | 0            | 0                     |                                                    |
| N-6.6             | zentral voruntersucht       | BK6-23-008    | 01.08.2023 | 630                     | RWE Renewables Offshore HoldCo Four GmbH       | 0            | 0            | 0                     |                                                    |
| N-6.7             | zentral voruntersucht       | BK6-23-009    | 01.08.2023 | 270                     | Waterkant Energy GmbH                          | 0            | 0            | 0                     |                                                    |
| N-11.1            | nicht zentral voruntersucht | BK6-23-002    | 01.06.2023 | 2000                    | bp OFW Management 1 GmbH                       | 0            | 0            | 0                     | 1,83                                               |
| N-12.1            | nicht zentral voruntersucht | BK6-23-003    | 01.06.2023 | 2000                    | North Sea OFW N12-1 GmbH & Co. KG              | 0            | 0            | 0                     | 1,875                                              |
| N-12.2            | nicht zentral voruntersucht | BK6-23-004    | 01.06.2023 | 2000                    | bp OFW Management 3 GmbH                       | 0            | 0            | 0                     | 1,56                                               |
| O-2.2             | nicht zentral voruntersucht | BK6-23-005    | 01.06.2023 | 1000                    | Baltic Sea OFW O2-2 GmbH & Co. KG              | 0            | 0            | 0                     | 2,07                                               |

## EEG-Differenzkosten
Die Differenz zwischen anlegbarem Wert und dem erzielbaren Marktwert erneuerbarer Energien ist die eigentliche Subvention. Sie wird dem Produzenten als Marktprämie ausgezahlt. Die Kosten wurden bis zum 1. Juli 2022 als EEG-Umlage auf die Endverbraucher umgelegt (siehe Strompreis). Seither belastet diese Differenz den Staatshaushalt. Der EEG-Finanzierungsbedarf, der den Bundeshaushalt voraussichtlich im Folgejahr belastet, wird dabei jährlich ermittelt und auf Netztransparenz.de veröffentlicht. Im Jahr 2023 entstanden aus der Differenz Einnahmen, der Finanzierungsbedarf lag bei −3,637 Mrd. €. Im Jahr 2024 wurden Kosten von 10,616 Mrd. € geplant. Im August 2024 ergab sich jedoch für das aktuelle Jahr ein Mehrbedarf von 8,8 Mrd. €, der zunächst im Sondervermögen „Klima- und Transformationsfonds“ (KTF) verbucht wurde. Die aktuelle Planung für das Jahr 2025 beträgt 17,030 Mrd. Euro Kosten ohne Berücksichtigung des anzusetzenden Kontostandes (d. h. der Planabweichung des Vorjahres).

## Geschichte
Der Begriff Direktvermarktung wurde erstmals in § 17 des Erneuerbare-Energien-Gesetz 2009 (EEG) eingeführt und führte damals zum Verlust des Vergütungsanspruchs. Mit der Novellierung des EEG 2012 wurden die Regelungen weiterentwickelt (§§ 33a bis 33i EEG 2012). Diese Art der Direktvermarktung soll durch die sogenannte optionale Marktprämie gefördert werden. Seit Neufassung des Gesetzes 2014 finden sich die Bestimmungen in den §§ 34 bis 36 EEG 2014.
Mit den Änderungen der Ausfertigung des EEG 2014 zur aktuellen Fassung des EEG 2017 wurde bis dato Teil 3: Marktprämie und Einspeisevergütung auf §§ 19-55a erweitert und 2017 Anlage 1: Höhe der Marktprämie eingefügt. Die Regelungen zu Marktprämie und Sonstige Direktvermarktung finden sich derzeit in §20 und §21a und für Allgemeine Ausschreibungsbestimmungen in §§ 28-35a.

### Ursprüngliche Regelungen zur Direktvermarktung (EEG 2012)
Laut dem EEG 2012 gibt es für Grünstromproduzenten drei Möglichkeiten, ihren Strom direkt zu vermarkten:
1. zum Zweck der Inanspruchnahme der sogenannten optionalen Marktprämie nach § 33g EEG 2012 (ab dem 1. Januar 2012),
2. zum Zweck der Verringerung der EEG-Umlage durch ein Elektrizitätsversorgungsunternehmen nach § 39 EEG 2012.
3. als sonstige Direktvermarktung.

#### Marktprämienmodell
Das Marktprämienmodell nach Punkt 1 wurde im Mai 2011 von Bundesumweltminister Norbert Röttgen zur besseren Marktintegration der erneuerbaren Energien vorgeschlagen, wurde am 28. Juli 2011 im Bundestag beschlossen und trat am 1. Januar 2012 in Kraft und wird im Wesentlichen immer noch angewandt (siehe oben).

#### Grünstromprivileg
Das Grünstromprivileg nach Punkt 2 befreite Stromversorger von der EEG-Umlage, wenn sie mindestens 50 % ihrer Absatzmengen aus erneuerbaren Energien deckten. Dies ermöglichte Unternehmen über Kauf von Grünstromzertifikaten billigere Absatzpreise zu erzielen als konventionelle Stromversorger. Die aus der Finanzierung der EEG-Umlage entfallenden Versorger verteuerten die EEG-Umlage für die Übrigen und machten das Geschäftsmodell noch attraktiver. Das Grünstromprivileg wurde 2013 abgeschafft.

#### Sonstige Direktvermarktung
Die sonstige Direktvermarktung nach Punkt 3 war ursprünglich als Ausnahme und Auffangtatbestand gedacht und bezeichnet einen „freien“ Verkauf des Stroms ohne Inanspruchnahme einer EEG-Förderung. Vorteil ist, dass damit Herkunftsnachweise ausgestellt werden und der Strom daher als Grünstrom vermarktet werden kann. Dies ist v. a. dann von Interesse, wenn der Marktwert des Stroms höher ist als die Einspeisevergütung bzw. der Anzulegende Wert (siehe unten) nach EEG bzw. wenn die Anlage ausgefördert ist.

#### Optionale Marktprämie
Die optionale Marktprämie ist eine im EEG 2012 festgelegte Geldprämie für Erzeuger von Strom aus erneuerbaren Energien oder aus Grubengas, welche auf den Bezug der EEG-Vergütung verzichten und ihren Strom nach §§ 33a und 33b Nummer 1 EEG 2012 direkt an Dritte oder an der Börse vermarkten.

#### Managementprämie
Die Managementprämie ist Teil des Marktprämienmodells und sollte Anlagenbetreiber für Mehraufwand und Mehrrisiko, welche aus der Direktvermarktung entstehen, entschädigen. Dazu gehören Kosten für die Börsenzulassung, für die Handelsanbindung, für die Transaktionen, für die Erfassung der Ist-Werte und die Abrechnung, für die IT-Infrastruktur, das Personal und Dienstleistungen.
Einen Haupt-Kostenfaktor stellen allerdings die Prognoseabweichung dar: Erzeugte, beschaffte und verkaufte und an Endkunden gelieferte Strommengen müssen auf 0,1 MW genau am Vortag an den Übertragungsnetzbetreiber übermittelt werden. Der Bilanzkreis des Erzeugers muss dabei für den Folgetag ausgeglichen sein, d. h. alle erzeugten Mengen des müssen verkauft sein oder an Endkunden geliefert werden. Wenn man für die Stromerzeugung aus erneuerbaren Energien ein optimales Ergebnis auf dem Strommarkt erzielen will, benötigt man besonders genaue Einspeiseprognosen. Je besser Betreiber und Händler das erzeugte Stromprofil vorhersagen können, umso weniger Kosten für Ausgleichsenergie fallen an.
Anlagenbetreiber, die auf eine zuverlässige Prognose zurückgreifen können, gewinnen durch die Managementprämie eine zusätzliche Einnahme.
Einige erneuerbare Energien wie Biogas und Wasserkraft sind relativ einfach zu prognostizieren. Windleistungsprognosen sind dagegen weniger genau, da aktuelle meteorologische Daten berücksichtigt werden müssen. Daher bewilligt der Gesetzgeber für volatile Energien eine deutlich höhere Managementprämie.
Die Managementprämie wird an Anlagenbetreiber abhängig von der Höhe der eingespeisten Energie gezahlt und unterliegt einer zeitlichen Degression:
| Jahr | Wind on- und offshore, Solar | Wasserkraft, Deponiegas, Klärgas, Grubengas, Biomasse, Geothermie |
| ---- | ---------------------------- | ----------------------------------------------------------------- |
| 2012 | 1,2 ct/kWh                   | 0,3 ct/kWh                                                        |
| 2013 | 0,65 – 0,75 ct/kWh           | 0,275 ct/kWh                                                      |
| 2014 | 0,45 – 0,6 ct/kWh            | 0,25 ct/kWh                                                       |
| 2015 | 0,3 – 0,5 ct/kWh             | 0,225 ct/kWh                                                      |

Seit dem Jahr 2014 wird die Managementprämie auf Netztransparenz nicht mehr separat ausgewiesen. Im Rahmen der Ausschreibungen nach EEG 2017 ist sie Teil des bezuschlagten anzulegenden Wertes.

#### Flexibilitätsprämie
Für Biogasanlagen ist im § 33g EEG 2012 eine zusätzliche sogenannte „Flexibilitätsprämie“ enthalten, die zu Investitionen in größere Gasspeicher und Generatoren und damit zur Erhöhung der bedarfsorientierten Stromproduktion aus Biomasse führen soll. Mit der Prämie wird die Bereitstellung zusätzlicher regelbarer installierter Leistung für eine bedarfsorientierte Stromerzeugung gefördert, wobei die insgesamt genehmigte Ausgangsleistung konstant bleibt. Voraussetzung für die Inanspruchnahme der Prämie sind – außer der Bereitstellung zusätzlicher regelbarer Leistung – u. a. die Teilnahme an der Direktvermarktung sowie eine Anmeldung bei der Bundesnetzagentur.

### Änderungen im Marktprämienmodell durch das EEG 2014
Mit dem Marktprämienmodell nach EEG 2014 wurde die Direktvermarktung des erzeugten Stroms aus Erneuerbaren Energien für die Mehrzahl der Anlagenbetreiber verbindlich: Seit dem 1. Januar 2016 müssen alle Anlagen, die eine installierte Leistung von mehr als 100 kW aufweisen, ihren erzeugten Strom direkt an der Strombörse vermarkten. Zusätzlich gilt die verpflichtende Fernsteuerbarkeit der Anlagen über eine geeignete Fernwirkeinheit. Ausnahmen von der verpflichtenden Direktvermarktung gelten nur für Bestandsanlagen, die vor Inkrafttreten des EEG 2014 genehmigt und in Betrieb genommen wurden (EEG 2014, §100, Absatz 1, Nr. 6). Biogas- und Biomethananlagen mussten bereits nach EEG 2012 ihren Strom direkt vermarkten, sofern die Anlage nach dem 1. Januar 2014 ans Netz ging und die Leistung über 750 kW betrug.
Eine wesentliche Änderung des EEG 2014 besteht in der Einpreisung der Managementprämie in die Marktprämie: Der Netzbetreiber führt die Managementprämie nicht mehr als separaten Posten auf der Abrechnung auf, sondern lässt sie in die Marktprämie einfließen. Nach jetzigem Stand, der auch im EEG 2017 unverändert bleibt, beträgt die Managementprämie für regelbare Neuanlagen (Biogas etc.) 0,2 ct/kWh und für nicht-regelbare Neuanlagen (Wind, Sonne) 0,4 ct/kWh.

#### Entwicklung von der Flexibilitätsprämie zum Flexibilitätszuschlag
Mit dem Flexibilitätszuschlag wurde die Flexibilitätsprämie des EEG 2012 für Neuanlagen zum 1. August 2014 abgelöst. Seitdem werden für Biogas- und Biomethananlagen ab einer installierten Leistung von 100 kW jährlich 40 Euro pro kW installierter Leistung ausgezahlt. Die Bestimmungen bleiben in § 50a des EEG 2017 unverändert erhalten. Mit dem Instrument eines Flexibilitätszuschlags soll den energiepolitischen Anforderungen, dass Neuanlagen im Biogassektor künftig flexibel und somit nachfrageorientiert Strom produzieren sollen, entsprochen werden.

#### Der Anzulegende Wert im EEG 2014
Dem Anzulegenden Wert, im EEG 2012 bereits erwähnt, kommt seit dem EEG 2014 eine erhöhte Bedeutung zu. In § 33h des EEG 2012 wurde der Anzulegende Wert noch mit der Höhe der bisherigen Einspeisevergütung gleichgesetzt; die Managementprämie wurde „on top“ ausgezahlt.
Mit dem EEG 2014 wurde der Anzulegende Wert gesetzlich genauer definiert: Die Managementprämie wurde in ihn eingepreist, zusätzlich schrieb der Gesetzgeber die Anzulegenden Werte für die verschiedenen Energieträger einzeln aus und legte sie gesetzlich fest. Für bestimmte Energieträger wurde eine schrittweise Degression des Anzulegenden Wertes eingeführt: So sanken seit 2016 die Anzulegenden Werte für Windenergie an Land je nach Erfüllung des Ausbaukorridors ab, auch in der Photovoltaik wurde eine entsprechende Anpassung vorgenommen.

## Kritik
Die gegenüber dem EEG 2012 reformierte gleitende Marktprämie entlastet die Erzeuger vom Risiko sinkender Marktpreise, belässt ihm aber die Gewinne stark steigender Marktpreise, wie sie insbesondere seit Ende 2021 zu beobachten sind.
Hintergrund für diese Ausgestaltung der Marktprämie war die Annahme, dass die Produktionskosten für erneuerbare Energien auf lange Sicht oberhalb des Marktpreises für Strom liegen werden. Diese Annahme hat sich zwar mit Ausnahme von Wind-auf-See als im Allgemeinen zutreffend erwiesen. Die enormen Strompreissteigerungen im Jahr 2022 führten jedoch auch bei den EEG-Anbietern zu hohen Gewinnen. Diese Windfall-Profits bei jahrelangen Subventionsempfängern wurden von vielen Seiten kritisiert und teilweise durch gesetzliche Maßnahmen beschnitten.
Um sicherzustellen, dass ausgeschriebene Kapazitäten zu dem für den Stromkunden günstigst möglichen Preis vergeben werden, kann die Direktvermarktung statt mit einer Marktprämie mit Differenzverträgen (sog. „Contracts for Difference“) kombiniert werden, bei denen Erzeuger nicht auf eine Marktprämie bieten, sondern direkt einen bestimmten Preis je eingespeister kWh Strom bieten. Liegt der Marktpreis unterhalb dieses Preises erhält der Erzeuger die Differenz als Förderung, liegt der Marktpreis hingegen über dem gebotenen Wert, zahlt er die Differenz zum Gebotspreis. Die Erzeuger werden so vom Risiko sinkender Marktpreise entlastet, steigen die Marktpreise über den kostendeckenden anzulegenden Wert, können Gewinne aus den Differenzverträgen Verbraucher entlasten.